# Julie Lemieux (femme politique)
Pour les articles homonymes, voir Julie Lemieux et Lemieux.
Julie Lemieux, née à Drummondville en 1971 ou 1972, est une ébéniste et femme politique canadienne. Elle est mairesse de Très-Saint-Rédempteur au Québec depuis les élections municipales de 2017.
Elle est la première femme mairesse de la municipalité et la première personne trans élue à la tête d'une municipalité au Canada,.

## Biographie
Née à Drummondville en 1971 ou 1972, elle est ébéniste de formation, et déménage à Très-Saint-Rédempteur en 2009,. Elle s'engage pour la première fois en politique dans le cadre d'une campagne pour réhabiliter une église catholique romaine fermée et destinée à la démolition en un centre culturel et communautaire, puis elle est élue pour la première fois au conseil municipal lors des élections de 2013. Son programme inclut l'amélioration de la communication entre les élus et les résidents de la municipalité et la possibilité pour les habitants d'avoir une agriculture urbaine. Elle reçoit 48 %, des voix le jour du scrutin, contre seulement 23 % pour Jean Lalonde, titulaire de la mairie, pour un taux de participation général de 70 %.
À l'échelle mondiale, elle serait la cinquième personne ouvertement trans à être élue à la tête d'une municipalité,.
Julie Lemieux est réélue lors des élections municipales de 2021 avec 74 % des votes.